# Ukrajinśkyj Samostijnyk
Ukrajinśkyj Samostijnyk – ukraiński emigracyjny tygodnik polityczno-informacyjny, wydawany w Monachium w latach 1950–1957.
Początkowo był półoficjalnym organem Zagranicznych Oddziałów OUN, kierowanych przez Stepana Banderę, pod redakcją K. Kononenki, Stepana Łenkawśkiego, Dmytra Sztykały, Zenona Pełenśkiego i Jewhena Sztendery. Po rozłamie w organizacji, który nastąpił w lutym 1954, czasopismo przejęła frakcja nazywana Organizacja Ukraińskich Nacjonalistów za Granicą (OUN-Z). Redaktorami zostali Zenon Pełenśkyj, Bohdan Kordiuk i Łew Rebet, a konkurencyjna frakcja rozpoczęła wydawanie czasopisma "Szljach peremohy".
We wrześniu 1957 czasopismo przekształcono w miesięcznik społeczno-polityczny, od 1975 jako kwartalnik. W latach 1957–1958 redaktorami byli Łew Rebet i Wasyl Markuś, a od 1959 kolegium redakcyjne – Bohdan Kordiuk, Wasyl Markuś i Anatol Kaminśkyj.
W styczniu 1976 „Ukrajinśkyj Samostijnyk” połączył się z czasopismem „Suczasnist”.

## Literatura
- Encyklopedia ukrainoznawstwa